# Climax (média)
Pour les articles homonymes, voir Climax.
Climax est un média français indépendant créé en 2021, consacré à l’écologie et à la révolution climatique.

## Historique
Dans la foulée de leur expérience dans le milieu des newsletters (Tech Trash et Courriel), Dan Geiselhart et Lauren Boudard développent une lettre d'information hebdomadaire autour de la question climatique et environnementale. Le 12 octobre 2021, Climax remporte le prix du meilleur média émergent décerné par France Info et Radio France lors du festival des médias, Médias en Seine.
Newsletter à ses débuts, Climax se double ensuite d’un fanzine trimestriel ayant pour slogan, « Climax, le fanzine plus chaud que le climat ». Les confinements, les catastrophes climatiques en chaîne, et surtout le traitement manichéen de cette question entraînent ses cofondateurs à lancer une campagne de financement participatif, à l'été 2022, qui remporte un franc succès et permet la publication d'un premier numéro : Apocalypse pas Now !
Le 22 novembre 2022, à l’occasion du premier match de l’Équipe de France de football à la Coupe du Monde 2022, le média organise une contre-soirée festive, à La Recyclerie. Dans le contexte du boycott, issu des nombreuses controverses entourant l’événement se déroulant au Qatar, Climax propose un atelier permettant de fabriquer une télécommande universelle, la TV-B-Gone, mise au point par le célèbre hacker américain Mitch Altman. Le lendemain, un reportage du Parisien montre un des participants éteindre une télé diffusant le match dans un bar. La séquence, largement commentée, donne lieu à de nombreuses sollicitations médiatiques (notamment à l'émission Touche Pas à Mon Poste, finalement refusée) ainsi qu’à une chronique de l’humoriste Thomas VDB, sur France Inter.
En décembre 2022, les fondateurs de Climax sont sélectionnés dans la Powerlist des « 100 personnalités qui peuvent sauver 2023 » du magazine Technikart.

## Ligne éditoriale
Climax revendique une approche sarcastique et humoristique du traitement des questions climatiques. Son cofondateur, Dan Geiselhart, précise dans Libération : « On essaye de raconter la crise climatique de façon engagée et sarcastique. On a constaté que l’urgence climatique est souvent traitée dans les médias de deux manières : par-dessus la jambe dans beaucoup de médias généralistes, ou de manière très anxiogène, ce qui peut être démobilisateur».
Climax fait partie des coauteurs de la Charte pour un journalisme à la hauteur de l'urgence écologique lancée en mars 2022. Regroupant médias généralistes et médias écologistes de la nouvelle vague, avec le soutien de scientifiques (notamment du Giec), la présence de grandes écoles et de citoyens, la charte réunit plus de 1200 signataires. Elle vise à réconcilier « journalistes et citoyens autour de l'information sur le climat » en encourageant à un traitement moins caricatural et plus sérieux sur la crise écologique et climatique en cours. Selon Lauren Boudard, « Il y a mille façons de parler d’écologie. Parler des petits gestes ne nous touche pas. Le faire par le prisme des héroïnes et des héros qui sauvent le monde, non plus».

### Format
Le fanzine compte 116 à 132 pages selon les numéros. Empruntant la forme déstructurée présente dans la littérature punk et rock des années 1970, et s'inspirant du mouvement DIY, Climax regroupe pêle-mêle articles, interviews, portfolio, reportages et jeux où l'identité visuelle et artistique occupe une place importante.
« Toute la ligne éditoriale du fanzine Climax tient dans la couverture du premier numéro. "Apocalypse Pas Now", titre la revue parue fin juin, aux couleurs orange et violette. Pas de vert, comme c’est pourtant souvent le cas dans les médias écolos : Climax veut marquer sa différence. (...) On trouve en effet l’ébauche d’une contre-culture écolo abordée par des angles originaux et un certain soin apporté au visuel. (...) Exemple du traitement "pop, à la Konbini", revendiqué par ses créateurs : une double page consacrée au solarpunk, mouvement artistique et esthétique (à l’instar du steampunk ou du cyberpunk) qui imagine un avenir positif fondé sur les énergies renouvelables.»

## Financement et organisation
Climax est un média 100 % indépendant, sans publicité. Il ne reçoit aucun financement ni soutien de quelconque entreprise, organisation ou parti politique. Son modèle repose majoritairement sur des campagnes de financement participatif ainsi que sur les dons et les ventes de ses magazines. Le deuxième numéro, Pas de pitié pour les croissants ! a été tiré à 3 000 exemplaires. Le fanzine est disponible à l'unité ou par abonnement sur son site et dans les rayons de plusieurs librairies (via le distributeur d'éditeurs indépendants, Pollen-Difpop).
La rédaction du fanzine compte plusieurs journalistes salariés, dont des contrats en alternance, et fait appel à des contributeurs externes rémunérés à la pige. Depuis avril 2022, la rédaction en chef est assurée par la journaliste Millie Servant. La direction artistique du fanzine est assurée par Rihab Hdidou (studio Salade Tomate Oignon) et Thibault Geffroy.

## Publications
1. Climax, Apocalypse Pas Now !, numéro 0, juin 2022.
2. Climax, Pas de pitié pour les croissants !, numéro 0,5, octobre 2022.
3. Climax, Les riches vont maigrir !, numéro 3, mai 2023.
4. Climax, J'irai chercher ton cœur, numéro 4, novembre 2023.
5. Climax, Tout est foutu, numéro 5, juin 2024.